# Georges Izard
Georges Izard (* 17. Juni 1903 in Abeilhan; † 20. September 1973 in Paris) war ein französischer Rechtsanwalt, Politiker und Mitglied der Académie française.

## Leben und Werk
Georges Izard wuchs als Sohn eines Volksschullehrers (französisch: instituteur) in Béziers in Südfrankreich auf. Er besuchte das Lycée Louis-le-Grand in Paris, wo er André Bellessort zum Lehrer hatte. Unter dem Einfluss seines Freundes André Déléage (1903–1944) wechselte er vom protestantischen zum katholischen Glauben. Die beiden Freunde schlossen als Schulbeste ab. Izard schloss an der Sorbonne ein Studium an der Philosophischen Fakultät ab, erwarb aber auch die Licence in Jura und wurde 1925 Anwalt am Appellationsgerichtshof in Paris. 1926 trat er in das Kabinett des Ministers Charles Daniélou (1878–1953) ein und heiratete 1929 dessen Tochter, Schwester des Kardinals Jean Daniélou und des Indologen Alain Daniélou.
Im Dezember 1930 beschloss er mit den ehemaligen Schulkameraden Déléage, Louis-Émile Galey (1904–1997) und Emmanuel Mounier die im Oktober 1932 realisierte Gründung der Zeitschrift Esprit, die dann vor allem von Mounier, dem geistigen Vater des Personalismus, herausgegeben wurde. Izard war offiziell Chefredakteur, engagierte sich aber vorwiegend in der von ihm gegründeten politischen Bewegung Troisième Force (Dritte Kraft), die sich als nonkonformistisch, zwischen Kapitalismus und Kommunismus stehend, verstand.
1934 wurde Izard Kabinettschef von Daniélou. Politisch wandte er sich der größeren Wirksamkeit wegen dem linken Abgeordneten Gaston Bergery (1892–1974) zu, der eine Front gegen Faschismus und Krieg und für soziale Gerechtigkeit anstrebte und die nonkonformistische Zeitschrift La Flèche (Der Pfeil) herausgab, in der Henri Jeanson und Bertrand de Jouvenel schrieben. Unter dieser Fahne wurde er 1936 im Département Meurthe-et-Moselle zum Abgeordneten gewählt, wechselte aber 1937 in die linke Partei Section française de l’Internationale ouvrière (SFIO) und wurde als nicht-marxistischer Sozialist christlicher Motivation zu einem politischen Unikum. Léon Blum schätzte ihn.
Im Krieg gegen Hitlerdeutschland geriet er in Gefangenschaft, wurde aber als Abgeordneter freigelassen. Er wandte sich sogleich der Résistance zu, wurde 1943 wieder gefangen genommen, kam aber mangels Beweisen frei. 1944 gründete er die Wochenzeitung Clartés. L'hebdomadaire de combat pour la résistance et la démocratie. 1945 schloss er sich der Union démocratique et socialiste de la Résistance an, später dem Mouvement démocratique et socialiste pour les États-Unis d'Europe des Gaullisten André Philip.
Ab 1947 trat er nicht mehr politisch in Erscheinung, sondern konzentrierte sich auf seinen Anwaltsberuf. Großes Aufsehen erregte er 1949 als Verteidiger von Wiktor Krawtschenko, der in seinem Buch I chose freedom (1946) als einer der ersten den stalinistischen Gulag angeprangert hatte und sich gerichtlich gegen die kommunistisch finanzierte Wochenzeitschrift Les Lettres françaises wandte, die ihn der Lüge bezichtigte. Izard führte 100 Zeugen auf, darunter Margarete Buber-Neumann, und gewann den Prozess. 1971 wurde er auf den Sitz Nr. 32 der Académie française gewählt. 1973 starb er im Alter von 70 Jahren und wurde in Morsang-sur-Seine beigesetzt. In Abeilhan ist eine Straße nach ihm benannt.

## Werke
- (mit Emmanuel Mounier und Marcel Péguy) La pensée de Charles Péguy. Plon, Paris 1931.
- Où va le communisme ? L'évolution du parti communiste. Les textes. Grasset, Paris 1936.
- Les coulisses de la Convention. Hachette, Paris 1938.
- Les Classes moyennes. Rieder, Paris 1938.
- L’homme est révolutionnaire. Grasset, Paris 1945.
- Principes de droit civil. Cours professé à l'École nationale d'organisation économique et sociale. PUF, Paris 1946.
- Kravchencko contre Moscou. Plaidoiries de Me Heiszmann et de Me Izard. Paris-Vendôme, Paris 1949.
- Viol d’un mausolée. Le sens et l'avenir de la déstalinisation. Julliard, Paris 1957.
- Lettre affligée au général de Gaulle. Robert Laffont, Paris 1964.
- Sainte Catherine de Gênes et l’au-delà. Seuil, Paris 1969. (Vorwort von Jean Guitton)